# Diæt
En diæt er en kostplan tilrettelagt for at opnå et givet mål. Det er ikke ualmindeligt at høre ordet diæt brugt synonymt med slankekur; dette er kun delvist korrekt, da diæter foruden at have vægttab som mål også kan tilrettelægges med henblik på vægtøgning, eller med et mål der intet har med vægt at gøre – for eksempel at afhjælpe en række sygdomme eller tilstande. Det nok mest almindelige eksempel er en diabetiker, der gennem diæt kan kontrollere sit blodsukkerniveau. 